# Feltrino Gonzaga
Feltrino Gonzaga (* um 1300 in Mantua; † 28. Dezember 1374 in Padua) war ein italienischer Condottiere aus dem Geschlecht der Gonzaga. Er ist der Begründer der Linie der Gonzaga di Novellara.

## Leben

### Familie
Feltrino Gonzaga wurde um 1300 in Mantua als dritter Sohn Luigis I. Gonzaga, dem ersten Herrscher Mantuas aus dem Hause Gonzaga, und dessen erster Ehefrau Richilda Rimberti aus Ferrara geboren. Seine älteren Brüder waren Filippino, der jedoch noch vor seinem Vater starb, und Guido, der seinem Vater als Herr von Mantua nachfolgte.
Über die Kindheit und Jugend Feltrinos ist wenig bekannt. Im Herbst 1328 heiratete er Antonia da Correggio, die Tochter von Guido da Correggio. Mit ihr hatte er vier Söhne: Pietro, Guido, Guglielmo und Edoardo. Pietro verstarb noch vor seinem Vater, Guido begründete später die Gonzaga-Nebenlinie der Grafen von Novellara. Guglielmo und Edoardo wurden beide Condottieri.

### Herr von Mantua und Feldherr
1328 entmachtete Luigi I. Gonzaga durch einen Staatsstreich die bis dahin in Mantua herrschende Signoria der Bonacolsi. Obwohl er der jüngste war, stand Feltrino auf einer Stufe mit seinen Brüdern und wird ab 1331 in jeder Urkunde der domini Mantue genannt, ab 1332 zudem bei jeder vermögensrechtlichen Handlung in Stadt und Bezirk Mantua. Laut S.A. Maffei reiste er 1332 anlässlich der Verleihung des venezianischen Bürgerrechts an seinen Vater nach Venedig. Gemeinsam mit seinem Bruder Filippino kam er 1335 nach Reggio Emilia, nachdem ihr Bruder Guido die Stadt während des Krieges gegen Johann von Böhmen für die Liga von Ferrara besetzt hatte und kehrte in den folgenden Jahren öfter dorthin zurück, da er die Stadt zu einem Stützpunkt für militärische Operationen machte, bei denen er ab Ende der 1340er Jahre eine wichtige Rolle spielte. 1329 wurde ihm gemeinsam mit seinem Vater und seinen Brüdern das kaiserliche Reichsvikariat über Mantua und Reggio nell’Emilia verliehen.
Von 1328 bis 1350 lässt die gemeinsame Machtausübung Luigis und seiner drei Söhne schwer erkennen, inwiefern die Interessen Feltrinos eine Rolle spielten. Ab den 1340er Jahren wird er vor allem mit militärischen Ereignissen zusammengebracht: Während des andauernden Konflikts mit Mastino II. della Scala von 1345 bis 1351 zeichnete sich Feltrino als Krieger und militärischer Anführer aus und führte 1345 1200 Ritter der Gonzaga im Kampf gegen die Angriffe der Scaliger und des Markgrafen von Este auf Modena und Reggio an. 1347 führte Feltrino in Abwesenheit seines Bruders Filippino das gonzagische Heer im Gefolge Ludwigs von Ungarn gegen Alberto della Scala an.
Im Laufe dieser langen Konflikte wurde die Herrschaft der Gonzaga in Reggio geschwächt, sodass es von 1344 bis 1346 wiederholt zu Versuchen der Roberti und Manfredi kam, Feltrino und seinen Bruder Filippino auszuschalten und die Stadt an Mastino II. della Scala oder Obizzo III. d’Este zu übergeben.

### Konflikt mit den Brüdern
Zu Beginn der 1350er Jahre schwächte sich der Einfluss Luigis auf seine Söhne ab und es kam zusehends zu Spannungen zwischen den Brüdern bezüglich der Machtverteilung, unter anderem aufgrund ihrer mittlerweile erwachsenen Söhne. 1354 beteiligte sich Feltrino mit seinem Sohn Guglielmo und seinem Neffen Ugolino an einer Verschwörung Fregnanos della Scala gegen Cangrande II. Als dieser mit Hilfe der von Bernabò Visconti entsandten Truppen nach Verona zurückkehrte, versteckte sich Feltrino in einem Franziskanerkloster, wurde jedoch entdeckt und gefangen genommen. Dank venezianischer Vermittlung wurde er schließlich gemeinsam mit den anderen Gonzaga für die enorm hohe Summe von 30.000 Dukaten freigekauft. Im gleichen Jahr erhielt er gemeinsam mit seinen Brüdern von Kaiser Karl IV. die Investitur als Reichsvikar für Mantua, Reggio und weitere große Zentren im Gebiet um Cremona und Brescia.
Das bereits angespannte Verhältnis zwischen den Brüder Gonzaga geriet mit dem Tod Filippinos im April 1356 völlig aus dem Gleichgewicht: Feltrinos Söhne befürchteten nach dem Tod Filippinos einen deutlichen Machtgewinn Guidos und dessen Sohns Ugolino. Es wird berichtet, dass sich Feltrinos Söhne ohne das Wissen ihres Vaters verschworen, um ihren Onkel und ihre Cousins zu unterdrücken, jedoch entdeckt wurden und nach Verona flohen, während Feltrino sich mit Guido versöhnte. Bereits im folgenden Jahr zwangen Guido und Feltrino gemeinsam Gigliola, die einzige Tochter Filippinos, zum Verzicht auf das Erbe ihres Vaters.
Nach zwei Jahren Krieg schlossen die Gonzaga am 8. Juni 1358 Frieden mit Bernabò Visconti. Als Teil des Friedens wurde dessen Nichte Caterina Visconti mit Ugolino Gonzaga verheiratet. Caterina war die Tochter von Bernabòs Bruder Matteo und Gigliola Gonzagas und durch ihre Mutter die Enkeltochter und Erbin Filippinos. Von ihrem Schwiegersohn Ugolino unterstützt, wandte sich Gigliola im Dezember 1359 an den Kaiser, um ihren Erbverzicht von 1357 rückgängig zu machen, was genehmigt wurde. Feltrino hatte durch diese Heirat also seinen Anteil am Erbe Filippinos an seinen Bruder und Neffen verloren.
Feltrino versuchte unterdessen, seine Herrschaft über Reggio zu festigen. Zudem schloss er sich in den Jahren 1360–63 den Bündnissen der Scaliger, Este und Visconti von Oleggio gegen die Visconti an und besiegte als Kapitän-General 1363 die Visconti bei Solara. Gleichzeitig war der Druck der Gonzaga von Mantua auf Reggio gemildert worden und deren Verbindungen mit Bernabò Visconti geschwächt worden, als Ugolino im Oktober 1362 von seinen Brüdern Luigi und Francesco in Mantua ermordet worden war. 1364 stellte Feltrino die Feindseligkeiten mit Mantua ein. Zwei Jahre später formalisierte Karl IV. die Trennung von Mantua und Reggio, was zu einer Normalisierung der Verhältnisse der beiden Familienzweige der Gonzaga führte, indem er zwei getrennte Urkunden ausstellte: eine für Guido und dessen Söhne Luigi und Francesco als Reichsvikare von Mantua, die andere für Feltrino, der allein zum Vikar von Reggio Emilia ernannt wurde. Bei der Gründung einer neuen Koalition gegen die Visconti 1367 fanden sich Feltrino und seine Neffen erstmals wieder auf derselben Seite wieder.

### Verlust von Reggio Emilia
Nach einem Sommer gewaltsamer Feldzüge im Mantuaner Gebiet wurde schließlich am 11. Februar 1369 Frieden geschlossen, dem ein zehnjähriges Verteidigungsbündnis gegen die Söldnerkompanien folgte. Feltrino nahm als Herr von Reggio teil und verpflichtete sich, 10 Beckenhauben zu stellen. Der Expansionsdrang der Visconti bedrohte die Region jedoch weiterhin.
Im Jahr 1370 belagerten die Visconti schließlich die Stadt Reggio und plünderten die umliegende Landschaft. Zunächst konnte noch einmal Frieden geschlossen werden, nach der Auflösung der Liga gegen die Visconti im folgenden Jahr belagerten Bernabò Visconti und Niccolò d’Este erneut Reggio. Die Verteidigungsanlagen gaben nach und Feltrino musste sich in die Zitadelle flüchten. Schließlich musste er eine Vereinbarung mit Bernabò Visconti schließen und verkaufte die Stadt für 50.000 Goldgulden sowie die Lehen Novellara und Bagnolo an die Visconti, die ihre Herrschaftsgebiete in Norditalien weiter ausbauten.
Feltrino verbrachte die letzten Jahre seines Lebens umherirrend: Er lebte in Parma, Cremona und Genua und diente als Feldherr der Visconti. Schließlich fand er Zuflucht in Padua, wo er im Dezember 1374 starb und in der Kirche der Eremitani beigesetzt wurde.